# Поліцейська історія (фільм, 1975)
«Поліцейська історія» фр. Flic Story) — французький кримінальний фільм 1975 року режисера Жака Дере. Це заснована на реальних подіях екранізація однойменного роману 1973 року колишнього поліцейського офіцера Роже Борніша, автора гостросюжетних детективних творів.

## Сюжет
Інспектор Національної слідчої поліції Франції Роже Борніш (Ален Делон) розшукує відомого в 1930-их та 1940-их роках надзвичайно небезпечного вбивцю та грабіжника Еміля Буїсона (Жан-Луї Трентіньян), який щойно втік з в'язниці незабаром після закінчення Другої світової війни. Протягом трьох років Буїсонові вдавалося неодноразово вислизати з рук детектива, вбиваючи його інформаторів. Він здійснив 30 вбивств і більше 100 пограбувань.

## Ролі виконують
- Ален Делон — інспектор Роже Борніш[fr]
- Жан-Луї Трентіньян — Еміль Буїсон[fr]
- Ренато Сальваторі — Маріо Пончіні, «Маріо Ріталь»
- Клодін Оже[fr] — Катерина
- Моріс Біро[fr] — власник готелю
- Андре Пус[fr] — Жан-Батист Буїсон
- Крістін Буассон — Жоселін
- Маріо Давід[fr] — Раймонд Пелетьє
- Поль Кроше[fr] — Поль Роб'є, відомий як Пауло Бомба
- Моріс Бар’єр[fr] — Рене Болек
- Россана Ді Лоренцо — Марі

## Навколо фільму
- Ален Делон переконав режисера Жака Дерея взяти на роль брата персонажа Жана Луї Трінтіньяна Жана-Батиста Буїсона французького актора Андре Пуса, хоч Дерей точно не хотів це робити.